# Заполя
Заполя (на унгарски: Zapolyai, Szapolyai; на хърватски: Zapolje, Zapoljski) е благородническо семейство с произход от днешна Хърватия, чийто представители са на няколко пъти начело на Кралство Унгария през втората половина на 15 век и 16 век. Барбара Заполя е кралица на Полша и велика княгиня на Литва.
Мирко Заполя, по-известен с унгарското си име Имре, и също като Емерик, е с владения в района на Пожега и по-точно в днешното село Заполе, община Решетар в Посавието – историческа Славония. 
Мирко е издигнат за ковчежник на Матияш Корвин, крал на Унгария, в 1459 или 1460 г.  Внезапната поява на историческата сцена на Мирко и двамата му братя – Николай и Стефан – по времето след превземането на Константинопол и непосредствено след смъртта на Ян Хунияди по време на обсадата на Белград, кара историците на извод, че фамилията е в родство с кралското семейство Хуняди (Хунияди), посредством Елизабет Силаджи, майка на Матияш Корвин. 
По женска линия, посредством Ядвига Ягелонка (1513 – 1573), членове на фамилията са курфюрсти на Бранденбург.